# Kovács Zsuzsa (belsőépítész)
Kovács Zsuzsa (ritkábban: Kovács Zsuzsanna, rövid ideig használt művészneve: Smidt Anna; Budapest, 1902. január 30. – Budapest, 1974. június 1.) magyar belsőépítész, bútortervező, formatervező.

## Pályafutása
1916-ban kezdett el tanulni 1916-ban (mai utóda a Moholy-Nagy Művészeti Egyetem), ám a Magyarországi Tanácsköztársaság bukását követően eltanácsolták, így végül Kaesz Gyula magántanítványaként fejezte be az iskolát. kezdetben Málnai Béla építészirodájában dolgozott, majd Berlinbe költözött két évre. Hazatérve Pál Hugó alkalmazásában állt, majd 1929-től magántervezőként önállósította magát. Időközben Párizsban és Németországban járt tanulmányúton. A második világháború előtti tervezői tevékenysége bútorokra, könyv címlapjára, színházi és filmes díszlettervezésre terjedt ki. Kassák Munka-körének is tagja volt, és szociofotókat is készített Smidt Anna néven.
1945 után a Magyar Kommunista Párt dekorációs osztályán dolgozott, majd a Magyar Iparművészek Szabad Szakszervezetének alapító szervezője, és három évig titkára is lett. 1948-tól 1953-ig a Magyar Dolgozók Pártja Gazdasági Osztályán, ezt követően rövid ideig a Magasépítési Tervező Intézet (MÁTI), 1953-tól a LAKÓTERV munkatársa volt - utóbbi helyen műteremvezetőként. A Magyar Építőművészek Szövetsége alapító tagja, és három évig a belsőépítész szakosztály titkára volt.
Jelentősebb munkái közt tartják számon a Mocca eszpresszó berendezését, egy Stefánia úti villa 1939-es belsőépítészeti terveit, a XIV. kerületi MSZMP pártszékház előadótermét, hollóházi üdülő, balatonaligai pártüdülő, Szigetszentmiklós lakótelepének beépítési és épülettervei, a Budapesti Nemzetközi Vásár néhány kiállítási pavilonja, trafikberendezési irányelvek kialakítása. Igen sokat foglalkozott a típustervezésre szánt konyhák kialakításával, berendezésével. A lakótelepi konyhák kialakításával kapcsolatban széleskörű kutatást végzett, és több publikációja is megjelent, nem csak a szakmának, hanem maguknak a beköltöző lakóknak is. Művészetéről Perczel Erzsébettel közös kiállítást állítottak össze - még életében, 1962-ben - az Ernst Múzeumban. A kiállítás recenziójában  Juhász László így fogalmazott: "a művészre jellemző, hogy az úgynevezett szakmunkáját nem csupán a rajzasztal (..) mellett végezte, hanem mindenkor széleskörű látásra, társadalmi, politikai és művészeti világkép helyes kialakítására törekedett".